# Sonor
Sonor — німецька компанія, виробник музичних ударних інструментів та іншого обладнання.
Модельний ряд барабанів Сонор:
- Модель Force 3000 — спочатку моделі вироблялися в Німеччині до 3001 серії, а згодом в Китаї. Ця серія барабанів дала змогу представити продукцію на ринку музикальних інструментів і набула великої популярності в багатьох країнах світу. Особливості моделі: корпус з скандинавської берези, унікальний спосіб нанесення лаку високої якості. Коли виробництво переїхало на Далекий Схід, він потрапив в «бюджетну» лінію (лінію споживчих можливостей).

- Модель Force 507: Є найдешевшим модельним рядом і призначена для початківців. Проте відома своєю надійністю і якісним звучанням. Вона має 9-шаровий корпус з липи і обладнання нижчого класу, відносно інших серій груп.
- Модель Force_1007: 9-шаровий корпус з липи.
- Модель Force_2007: 9-шаровий корпус з берези.
- Модель Force_3007: є групою моделей Сонор високого класу, з 9-шаровим корпусом з клену.

Серія S Classix: характеризується тонким корпусом з перехресним укладанням шарів із скандинавської берези. Серія S Classix буває з корпусом обробленим шпоном чорного дерева, волоського горіха, палісандра або клена. Надається покриття 2-х видів: прозорий матовим лак, або непрозорий акриловий пластик.
Серія Delite: зроблено з дуже тонкої оболонки із клена, що відображується на малій вазі барабанів та унікальному звучанні.
Серія SQ2: це установка високого класу, до якої входить великий спектр барабанів різного діаметра з унікальним дизайном.